# Ebeye
Ebeye är en ö i Marshallöarna.   Den ligger i kommunen Kwajalein, i den västra delen av Marshallöarna, 400 km väster om huvudstaden Majuro. Arean är 0,60 kvadratkilometer.
Terrängen på Ebeye är mycket platt. Öns högsta punkt är 9 meter över havet. Den sträcker sig 2,4 kilometer i nord-sydlig riktning, och 0,6 kilometer i öst-västlig riktning.
Följande samhällen finns på Ebeye:
- Ebaye